# Hans Schneickert
Hans Schneickert (* 20. September 1876 in Wattenheim; † 19. Oktober 1944 in Baienfurt) war ein deutscher Jurist, Kriminologe, Kriminalist und Leiter des Erkennungsdienstes der Berliner Polizei.

## Leben
Als Sohn des Lehrers Johannes Schneickert und seiner Ehefrau Katharina Maltry besuchte er das Gymnasium in Mannheim. Es folgte das Studium der Rechtswissenschaften in Würzburg, München, Heidelberg und Freiburg im Üechtland. In München war er 1904 als Assessor ein einem Gericht tätig. Im gleichen Jahr erlangte er in Tübingen die Promotion zum Dr. jur.
Danach verließ er den juristischen Dienst und wandte sich der Kriminologie und Kriminalistik zu. Im Juli 1904 trat er in den Dienst der Berliner Kriminalpolizei, wo er bis Juni 1931 verschiedene Aufgaben übernahm. Von August 1914 bis Dezember 1927 leitete er die Abteilung Erkennungsdienst. Zuletzt stand er im Dienstrang eines Kriminalrats.
Seit März 1920 hielt er Vorlesungen als beauftragter Dozent an der Universität Berlin im Fach Kriminalistik. Seine hervorragenden Arbeitsfelder waren die Handschriftenkunde, das Fingerabdruckverfahren, der Schriftvergleich und die psychologische Einordnung der Täter. Für die Sammlungen der Handschriften und Fingerabdrücke schlug er ein besonderes Verfahren der Einteilung nach bestimmten graphischen Merkmalen vor, welches bei mehreren Kriminalbehörden von Großstädten eingeführt wurde.
Er unternahm auch verschiedene Auslandsreisen, die ihn in die Türkei, in die Vereinigten Staaten und nach Ägypten führten, wo er seinen Gesichtskreis erweitern konnte. Durch seine Veröffentlichungen errang er im Ausland eine große Beachtung innerhalb der Kriminalbehörden bezüglich seiner gesammelten Praxiskenntnisse. Bekannt wurde er auch im Zusammenhang mit der Internationalen Polizeiausstellung in Berlin im Jahr 1926, die er mitgestaltete.
Nach seinem aktiven Dienst ab dem Jahre 1931 widmete er sich der Tätigkeit eines gerichtlich zugelassenen Sachverständigen für Schriftanalysen. Bei seinen Vorschlägen, die zur Aufklärung der Identität dienen sollten, war auch die 1922 vorgelegte Konzeption eines sogenannten Kennbuches, welches von jedem Staatsbürger angelegt werden sollte. In diesem Nachweis, der einen Umfang von zwanzig Seiten umfasste, sollten mehrere Kennzeichen einschließlich eines Fingerabdrucks von jedem Bürgers so eingetragen werden, so dass eine eindeutige Erfassung möglich war. Diese präventive Maßnahme traf aber auf breite Ablehnung in der Öffentlichkeit.
Seine Sammlung von Handschriften, die er schon im Jahre 1920 anlegte, hat sich allerdings als kriminaltechnisches Hilfsmittel bis heute durchgesetzt. Im Jahre 1927 befasste er sich mit der Frage der Todesstrafe in einer Veröffentlichung. Dabei wies er auf die Problematik hin, wenn eine Regierung die Todesstrafe abschaffen und wieder später einführen würde. Solche eine Handlungsweise wäre das deutliche Kennzeichen der Schwäche einer Regierung oder eines Bedürfnisses der Machtsteigerung.
Da Schneickert schon 1931 vor der „Machtergreifung“ der NSDAP den aktiven Polizeidienst verließ, war er nicht als Beamter gezwungen, der NSDAP beizutreten. Trotzdem begrüßte er die Maßnahmen, die die NS-Regierung im November 1933 und darauf im Februar 1934 gegen „Berufsverbrecher“ in der Form der Vorbeugehaft und mit der Einweisung in Konzentrationslager getroffen hatte, wie sich aus seiner Schrift Einführung in die Kriminalsoziologie und Verbrechenshütung aus dem Jahre 1935 ergab. Hsi-Huey Liang beurteilt seine neue Auffassung diesbezüglich so: „Mit Verachtung sprach er von der Feigheit der alten Kripo, gegen jeden einzelnen Gesetzesbrecher nur im Rahmen der legalen Grenzen vorzugehen“. Schneickert hatte das entschieden in seiner Schrift so ausgedrückt: „Eine solche Toleranz steht der Bekämpfung des Berufsverbrechertums in der Gegenwart selbstverständlich im Wege“.
Im Jahre 1915 hatte er in Ilmenau am 8. Mai Hildegard Thiede, die Tochter des Stadtamtmanns August Thiede und seiner Ehefrau Sidonie Reisser, geheiratet. Im Jahre 1935 lebte er in Zeuthen in der Fontane-Allee 10.

## Schriften
- Moderne Geheimschriften, 1900.
- Der Schutz der Photographien und das Recht am eigenen Bilde, 1903.
- Zur Psychologie der Zeugenaussagen, in: Archiv für Kriminal-Anthropologie und Kriminalistik, 13 (1903), S. 193–211.
- Die Bedeutung der Handschriften im Zivil- und Strafrecht, 1906.
- Die Geheimschriften im Dienste des Geschäfts- und  Verkehrslebens, Leipzig, 1905.
- Reform der Budapester Sittenpolizei, in: Zeitschrift für Bekämpfung der Geschlechtskrankheiten, 1911, S. 437.
- Zur Psychologie der Erpresserbriefe, in: Zeitschrift fuer psychotherapie und medizinische Psychologie, 1912, S. 35.
- Leitfaden der gerichtlichen Schriftvergleichung, Berlin 1918.
- Das Weib als Erpresserin und Anstifterin – Kriminalpsychologische Studie, Bonn 1919 (auch in: Abhandlungen auf dem Gebiete der Sexualforschung, I (1918/1919), 9).
- Das Weib unter männlichem Solidaritätsschutz, in: Zeitschrift für Sexualwissenschaft, von April 1919 bis März 1920, Band VI, Bonn.
- Der Einbrecher und seine Bekämpfung durch technische, polizeiliche und andere Maßnahmen mit Ingenieur Nelken, Potsdam 1920.
- Das soziale Elend, das Verbrechen und der soziale Selbsterhaltungstrieb, 1921.
- Einführung in die Kriminaltechnik, 1921.
- Praktisches Lehrbuch der Kriminologie und Kriminalistik, Potsdam 1921.
- Signalementslehre. Handbuch der Personenbeschreibung für Polizeibehörden, Gendarmerie- und Polizeischulen, München 1922.
- Die strafrechtlichen Aufgaben der Polizei, 1923.
- Eignungsprüfung für den Kriminaldienst, 1923 b.
- Verheimlichte Tatbestände und ihre Erforschung, Berlin 1924.
- Vorschule der gerichtlichen Schriftvergleichung, Erweiterung der Schrift von Georg Meyer, Jena 1925.
- Kriminalistische Spurensicherung, 1925.
- Die Verstellung der Handschrift und ihr graphonomischer Nachweis, Jena 1925.
- Die Kriminalpolizei, in 2 Bänden. Band 1: Verbrecherkunde und Strafrecht mit Kommentar zum Strafgesetzbuch und zur Strafprozeßordnung. Von Dr. jur. J. Kley; Band 2: Kriminaltaktik und Kriminaltechnik, Lübeck 1926.
- Für und wider die Todesstrafe. In: Kriminalistische Monatshefte, 1. Jahrgang, 1927, Heft 3, S. 50–52.
- Zur Lehre von den Verbrechertypen. In: Monatsschrift für Kriminalpsychologie, 1927, 17. Jg., S. 495.
- Einführung in die Kriminalsoziologie und Verbrechenshütung, Jena 1935.
- Erbkundliche Daktyloskopie, insbesondere bei eineiigen Zwillingen, in: International Journal of Legal Medicine, Volume 30, Numbers 2–3 / September, 1938.
- Die Handschrift im Rechts- und Verkehrsleben: Rechtskunde für Schriftsachverständige, Berlin 1939.
- Kriminaltaktik mit besonderer Berücksichtigung der Kriminalpsychologie, 5. völlig umgearbeitete Auflage, Berlin 1940.
- Die wissenschaftlichen Grundlagen der Graphologie, Erweiterung der Schrift von Georg Meyer, Jena 1940.
- Leitfaden der kriminalistischen Charakterkunde, Jena 1941.
- Das Geheimnis. Sein Schutz und Verrat, Jena 1941.
- Der Beweis durch Fingerabdrücke. Leitfaden der gerichtlichen Daktyloskopie, Jena 1943.
- Geheimnisvolle Briefe. Kriminalgeschichten. Verlag für polizeiliches Fachschrifttum, Lübeck. Druck: Geraer Druckerei Karl Basch & Co., Gera 1943.
- Kriminalistische Spurensicherung: Sammlung dienstlicher Anweisungen und sachverständiger Ratschläge für den Dienstgebrauch und für Polizeischulen, als Hrsg., Berlin 1944.